# 세키가와촌 (니가타현)
세키카와촌(関川村)은 니가타현 나카쿠비키군에 설치되었던 촌이다. 현재의 묘코시에 해당한다.